# Dorothea Federschmidt
Dorothea „Dora“ Federschmidt (* 1903 in St. Ingbert; † 1984 in München) war eine deutsche Journalistin und Ressortleiterin des Feuilletons der Münchner Abendzeitung.

## Werdegang
Federschmidt begann 1922 bei den Münchner Neuesten Nachrichten als Sekretärin von Fritz Gerlich, dem damaligen Chefredakteur der MNN, und wurde später Redakteurin im Feuilleton der Zeitung. Kurz nach Hitlers Machtergreifung wurde Federschmidt als Teil des publizistischen Widerstands gegen die Nationalsozialisten inhaftiert und erhielt Berufsverbot. Richard Wendler von der Bayerischen Politischen Polizei behauptete, Federschmidt habe gemeinsam mit Gerlich, Aretin, Cossmann, Guttenberg, Tschuppik, Betz, u. a. Vorbereitungen zur gewaltsamen Durchführung einer „süddeutsch-separatistischen Mainlinienpolitik mit dem Endzweck der Abtrennung Bayerns vom Reich und Anschluss nach Österreich … oder einer Selbständigmachung Bayerns unter französischer Schutzherrschaft“ getroffen, wozu am 21. Februar 1933 die Ausrufung der Monarchie habe erfolgen sollen. Gemäß Aretin, damaliger Ressortleiter Innenpolitik der MNN, empfanden Federschmidts Kollegen ihre Verhaftung als besonders tragisch, da sich Federschmidt politisch nie exponiert gehabt habe. Sie sei lediglich durch eine Intrige der Frau des NS-Kommissars Leo Hausleiters in Haft geraten. Erfolglos versuchte Gerlichs Nachfolger Fritz Büchner, Paul Reusch als Federschmidts Fürsprecher zu gewinnen. Der Reichsverband der Deutschen Presse führte Dora Federschmidt denn auch mit dem Stichwort „Berufsaufgabe“. 1935 erhielt Federschmidt eine Anstellung bei der Franckh’schen Verlagshandlung in Stuttgart, wo Büchner zunächst als Lektor und dann als Verlagsleiter tätig war. Nach dem Ende der NS-Diktatur war Federschmidt dann ab 1948 als erste Frau überhaupt in der Redaktion der Münchner Abendzeitung tätig und dort bis 1963 für das Feuilleton verantwortlich. Zu ihren Wegbegleitern bei der AZ zählten unter anderem Siegfried Sommer, Hans R. Beierlein, Hannes Obermaier, Werner Meyer, Karl Stankiewitz und Ponkie.
Federschmidt liegt auf dem Schwabinger Nordfriedhof begraben.

## Rezeption
Ponkie beschrieb Federschmidt als „wie ein alter Indianer“ aussehende Journalistin, die „ein wunderbares Feuilleton gemacht“ habe. Für Karl Stankiewitz war Federschmidt „ruhender Pol im Getriebe“ der Abendzeitung, die als „Grande Dame“ und gute Bekannte von Annette Kolb auch im fortgeschrittenen Alter stets darauf bestanden habe, als „Fräulein“ angesprochen zu werden. Für Anneliese Friedmann prägte Federschmidt das Feuilleton der Abendzeitung auch noch weit über ihr Ausscheiden aus der Redaktion hinaus. Michael Graeter empfand das Feuilleton der Abendzeitung unter Federschmidt als „so brillant, dass sogar die ‚Frankfurter Allgemeine‘ ständig auf ihren Kulturseiten nachziehen“ musste. „Daß Der Spiegel damals 65 Abonnements der AZ bezog“, hatte für Alfons Schweiggert „nichts mit dem zunehmenden Erfolg des FC Bayern, eher mit den bis heute legendären Federn des AZ-Feuilletons unter Dorothea Federschmidt zu tun“.